# 霍梅尼致信戈尔巴乔夫
1989年1月7日，伊朗最高领袖鲁霍拉·穆萨维·霍梅尼向苏联共产党中央委员会总书记米哈伊尔·戈尔巴乔夫致信，表示共产主义正在东方集团内部瓦解，欢迎戈尔巴乔夫把伊斯兰教作为取代共产主义的意识形态。该信由阿卜杜拉·贾瓦迪-阿莫利、穆罕默德-贾瓦德·拉里贾尼及玛齐·哈迪奇三位伊朗政治人物传达，是霍梅尼唯一一封写给外国领导人的信函。

## 信件
1989年1月3日，鲁霍拉·穆萨维·霍梅尼向米哈伊尔·戈尔巴乔夫写信。1月7日，霍梅尼的代表阿卜杜拉·贾瓦迪-阿莫利、穆罕默德-贾瓦德·拉里贾尼及玛齐·哈迪奇前往莫斯科递信。在机场受到苏联官员迎接后，三位伊朗代表与戈尔巴乔夫会面约两小时，期间口译员将信件内容翻译给戈尔巴乔夫及幕僚。对于信中表达不明确的部分，口译员会要求伊朗代表解释。戈尔巴乔夫认真听取信件内容之余，也做了笔记。由于信件内容事先保密，苏方官员不知此信是在邀请戈尔巴乔夫接纳伊斯兰教。

## 内容
在信中，霍梅尼对戈尔巴乔夫勇于应对现代世界、重构苏联原则表示肯定，建议用伊斯兰教取代共产主义意识形态，并推荐了伊本·阿拉比、伊本·西那和法拉比等伊斯兰哲学家。
信件预测马克思主义会走向终结、共产主义终究会倒台。霍梅尼表示：“戈尔巴乔夫先生，从现在开始，人人都知道共产主义只能在世界政治史博物馆里找到，因为马克思主义不能满足人类任何的实际需求。马克思主义是唯物主义的意识形态，而唯物主义不能带领全人类走出宗教信仰缺失引发的危机，而信仰缺失是东西方人类社会同样面临的主要痛苦。”霍梅尼警告戈尔巴乔夫“不要落入西方资本主义的怀抱”。霍梅尼强调苏联面临的主要问题不在于私有制、自由和经济，而在于宗教信仰的缺失。

## 戈尔巴乔夫的回应
听完信件内容，戈尔巴乔夫感谢霍梅尼来信，表示会尽快回覆，还会把信交给苏联的神职人员。对于霍梅尼提议考虑伊斯兰教，戈尔巴乔夫表示苏联正在批准有关宗教自由的法律，强调自己之前就说过意识形态不同的人可以有和平的关系。戈尔巴乔夫微笑着说：“既然伊玛目霍梅尼邀请我们接纳伊斯兰教，那我们是不是要邀请他接受我们的思想流派？”他随后表示：“这封邀请信干涉了国家的内部问题，因为每个国家有权自行选择思想流派。”
听完戈尔巴乔夫的回应，伊朗代表团团长阿卜杜拉·阿莫利感谢戈尔巴乔夫关注，对宗教自由表示赞赏，希望思想流派不同的人能够和睦相处。他认为干涉内政的问题需要得到澄清：“你们俄罗斯人可以想做什么就做什么，没人能够干涉。信的内容与唯物主义和俄罗斯领土无关，只是在探讨你们的灵魂思想。”
1989年2月，出访伊朗的苏联外交部长爱德华·谢瓦尔德纳泽向霍梅尼转达了戈尔巴乔夫的回复。

## 伊朗国内的争议
这封信引起了伊朗库姆的什叶派神职人员争议，认为穆斯林密契主义者和哲学家的思想是异端邪说。在写给霍梅尼的信中，他们哀叹霍梅尼向戈尔巴乔夫介绍“离经叛道”、“异端”的“逊尼派”思想家，认为《古兰经》足以支持伊斯兰教的信条 。尽管如此，这封信还是继续受到伊朗政府推崇。

## 阿里·哈梅内伊的信
负责传达信件的伊朗代表团成员穆罕默德-贾瓦德·拉里贾尼后来表示阿里·哈梅內伊的《致欧美国家青年人的一封信》和《致西方青年的一封信》邀请西方国家的人们了解伊斯兰教，是对霍梅尼信件的补充。